# Rappelz
Rappelz [râpelzz] (vollständiger Name: Rappelz epic 9.6 Die Belagerung der Zitadelle für die europäische Version, Rappelz Epic 9.6 - The Siege of the Citadel für die US-Version) ist ein kostenloses Online-Rollenspiel aus Korea, welches unter anderem die SpeedTree-Engine benutzt. Es gehört zu den in Asien typischen Asia Grindern, d. h., um den Charakter zu entwickeln und in der Stufe aufzusteigen, müssen vor allem sehr viele Monster für Erfahrungspunkte getötet werden. Quests sind zwar ebenfalls vorhanden, jedoch nicht sehr stark ausgeprägt.
Rappelz handelt von einer Fantasiewelt, die von drei Völkern mit unterschiedlichen Merkmalen beherrscht wird: Die Deva, Wächter des Lichtes, die Asura, Bedienstete der Dunkelheit, und die Gaia, eine menschliche neutrale Rasse. Das Spiel beinhaltet ebenfalls ein PvP-System. Außerdem ist der Gebrauch von gefangenen Tieren oder Kreaturen – die dann für ihre Besitzer kämpfen – für jede Klasse und Rasse möglich.
Rappelz wird seit dem 22. September 2020 von BORA als Publisher betrieben. Alte Spieler waren/sind in der Lage über das Ticketsystem ihre Accounts wiederherzustellen. Am 23. Oktober 2020 wurden pro Region 2 neue Server eröffnet, je einer PvP und der andere PvE.

## Völker und Berufe
Zu Beginn des Spiels muss man sich für eines der drei existierenden Völker entscheiden. Jedes besitzt seine Besonderheiten sowie charakteristische Skills und Eigenschaftswerte:
- Asura: spezialisiert auf Angriffsfähigkeiten sowie ein besonders hoher Ausweichwert
- Deva: Unterstützungs- und Heilfähigkeiten, besonders defensiv ausgerichtet; können aber auch Schaden austeilen
- Gaia: Verbindung zwischen beiden anderen Völkern, eher ausgeglichenes Kriegervolk

Die Völker starten alle auf der sogenannten Lehrlings-Insel (englisch Trainee’s Island). Dort muss man sich nach einer Reihe von Quests für eine Spezialisierung seines Charakters entscheiden. Er erlernt einen neuen Beruf. Grundsätzlich hat jedes Volk drei Grundklassen: Krieger, Magier und eine Tierklasse. Je nach Volk besitzen diese dann ihre Besonderheiten und können in einer Spielergruppe unterschiedliche Aufgaben übernehmen (Heiler, Supporter, Tank, Puller usw.). Nach dem Erledigen dieser Startaufgaben wird man je nach Volk in seine entsprechende Heimatstadt teleportiert.
Die drei Grundklassen teilen sich weiterführend in verschiedene höhere Jobs auf:
- Bei den Asura beginnt der Spieler mit dem sogenannten Adept (englisch Stepper) – die drei Grundklassen sind Schurke (engl.: Strider), Magier (engl.: Dark Magician) und Beschwörer (engl.: Sorcerer)
- Bei den Deva beginnt der Spieler mit dem Jünger (engl.: Guide) – die drei Grundklassen heißen Ritter (engl.: Holy Warrior), Akolyth (engl.: Cleric) und Bändiger (engl.: Breeder)
- Bei den Gaia beginnt der Spieler mit dem Wanderer (engl.: Rogue) – die drei darauffolgenden Grundklassen sind die Söldner (engl.: Fighter), die Mystiker (engl.: Kahuna) und die Tiertrainer (engl.: Spell Singer)
- Alle drei Grundklassen können ab einem bestimmten Level (Level 50, Joblevel 40) einen weiteren Job annehmen. Dabei können die Klassen der Krieger und Magier sich zwischen zwei Berufen entscheiden, die Tierklasse wiederum hat einen weiterführenden Job.

Zumeist kann man die höheren Jobs der Krieger in die sogenannten DamageDealer (die Klassen die den höchsten Schaden verursachen) und in die Tanks unterscheiden (die Klassen, welche die Feinde zur Gruppe ziehen und den Großteil des Schadens aufnehmen).
Bei den Magiern ist die Aufgabenverteilung nicht ganz so klar, die höheren Klassen der Deva werden zumeist als Heiler eingesetzt, da sie die höchste Heilrate haben. Bei den Gaia kann ebenfalls ein Heiler eingesetzt werden. Die Magier-Klasse der Asura wiederum kann als DamageDealer bezeichnet werden.

## Tiersystem
Das Tiersystem in Rappelz ist eines der wichtigsten Elemente des Spiels. Es erlaubt dem Spieler, neben seinem eigentlichen Charakter, auch noch ein Haustier zu entwickeln. Er kann dieses an seiner Seite halten und es kann ihn beim Kampf unterstützen. Es kann zusammen mit dem Spieler gegen Monster kämpfen und erhält dadurch ebenfalls Erfahrungspunkte und kann, wie der Charakter, in der Stufe aufsteigen. Pro Stufenaufstieg erhält das Haustier einen Punkt zum Erlernen neuer Fähigkeiten. Diese Fähigkeiten beinhalten pures Schaden austeilen, Verstärkungszauber oder sogar Heilzauber.
Haustiere können mit einer Waffe und einer Rüstung ausgestattet werden, um ihre Schadens- und Verteidigungspunkte zu erhöhen. Dieses Equipment ist jedoch unsichtbar.
Die Haustiere teilen bei richtiger Ausrüstung und gut ausgebildeten Fähigkeiten viel Schaden aus und beschleunigen dadurch den Spielverlauf enorm.
Ein weiterer wichtiger Punkt im Tiersystem von Rappelz ist, dass jede Spielerklasse beliebig viele Haustiere besitzen kann, jedoch nur eines zurzeit hervorrufen kann. Ausnahmen sind hier die Tierklassen, die auf einer höheren Stufe zeitweise zwei Haustiere gleichzeitig hervorrufen können.
Um ein Haustier zu erhalten, braucht man zunächst eine leere Haustier-Karte. Diese ist, im niedrigeren Seltenheitsbereich, beim Händler in der Stadt zu kaufen. Höhere Seltenheitsstufen sind dagegen nur von Monstern plünderbar (Drops), je höher die Seltenheit, desto geringer die Chance, eine solche Karte zu finden. Sobald man eine leere Haustier-Karte hat, kann man die Karte zähmen. Dazu sucht man ein Monster der Haustier-Gattung auf und tötet es mit der Fähigkeit „Kreatur Bändigen“. Sobald der Spieler die Kreatur-Bändigen-Fähigkeit auf dieses Monster zaubert, wird das Monster mit einer bestimmten Wahrscheinlichkeit gezähmt. Sollte das zähmen fehlschlagen, so verschwindet die Haustier-Karte und man erhält kein Haustier.
Im Laufe des Spiels kann sich das Haustier auch äußerlich verändern, es kann evolutioniert werden. Durch dieses Vorgehen werden Aussehen verändert und die Statuswerte erhöhen sich. Auch werden dadurch neue Fähigkeiten freigeschaltet. Evolution 1 geht von Stufe 1 bis 50 und kann von 50 bis 60 hinausgezögert werden (überzüchten). Durch dieses Überzüchten wird das Haustier auf der nächsten Evolution noch stärker und erhält mehr Fähigkeiten als üblich. Die Kehrseite ist jedoch, dass das Überzüchten länger dauert und das Haustier solange in der schwächeren Evolution bleibt. Evolution 2 geht von 50, bzw. von 60 bis 100. Auch hier kann von 100 bis 115 überzüchtet werden. Evolution 3 ist das derzeitige Maximum für Haustiere.
Mit dem Epic 7, welches im Herbst 2010 veröffentlicht wurde, wurde ein neues Haustier-Kombinationssystem eingeführt. Dies erlaubt es dem Spieler, sein gezähmtes Haustier mit einem weiteren gezähmten Haustier gleicher Art zu kombinieren und dadurch ein verzaubertes Haustier dieser Art zu erhalten. So kann man zum Beispiel einen Pantera-Haustier mit einem Pantera kombinieren und erhält einen Kraftstufe 1-Pantera. Zwei Panteras auf Kraftstufe 1 kombiniert ergeben einen Kraftstufe-2-Pantera. Diese verzauberten Haustiere haben u. a. ein leicht verändertes Aussehen, neue Fähigkeiten freigeschaltet und können mehr Ausrüstung tragen. Nachteile dieses Systems sind jedoch, dass das Kombinieren durchaus fehlschlagen kann und ein Haustier dabei verloren geht und dass verzauberte Haustiere an Haltbarkeit verlieren, sobald sie sterben. Diese muss also regelmäßig verhältnismäßig teuer aufgeladen werden, um einen Verlust des Haustieres zu verhindern.
Die Haustiere sind in Seltenheit unterteilt. Die niedrigste Seltenheit ist, wie bereits erwähnt, beim Händler in der Stadt zu kaufen. Der Rest ist von Monstern plünderbar. Hier eine kurze Übersicht über die bisherigen Haustiere des Spiels:
Normal:
- Panter — pumaartiges Haustier, spezialisiert auf Nahkampf-Angriffe
- Tortus — Schildkröten-Haustier, spezialisiert auf hohe Verteidigung und Tank-Qualitäten
- Geflügel — huhnartiges Haustier, spezialisiert auf schnelle Nahkampfangriffe und hohe Ausweichraten

Gewöhnlich:
- Ork — Haustier spezialisiert auf Nahkampf-Angriffe und mittlere Verteidigung
- Yeti — spezialisiert auf Verteidigung und Tank-Qualitäten und mittlere Nahkampf-Angriffe
- Blaue Pixie — spezialisiert auf Heilung und Unterstützung des Spielers mit Mana-fördernden Fähigkeiten
- Rote Pixie — spezialisiert auf Fernkampf-Magie und Schaden über Zeit
- Skelett — spezialisiert auf schnelle Nahkampfangriffe und hohe Ausweichraten
- Wolf — spezialisiert auf hohe Ausweichraten und Nahkampfangriffe
- Kraken — spezialisiert auf Nahkampf-Magie und physischen Schaden, kann außerdem den Spieler mit einer Fähigkeit buffen
- Sirene — spezialisiert darauf, den Gegner mit Flüchen und weiterer Magie zu schwächen (Debuffs) und zu verlangsamen

Ungewöhnlich:
- Falkenmann — spezialisiert auf Nahkampf-Angriffe und gute Verteidigung
- Harpyie — spezialisiert auf Fernkampf-Angriffe (physisch) mit dem Bogen, hat schlechte Verteidigung und kann die Angriffsgeschwindigkeit der Spielerfigur erhöhen
- Salamander — echsenartiges Haustier, spezialisiert auf Nahkampf-Magie und physischen Schaden, hat schlechte Verteidigung
- Einhorn — weißes Einhorn, spezialisiert auf Unterstützung des Spielers mit Verzauberungen und Heilung
- Nachtmahr — dunkles Einhorn, spezialisiert auf Nahkampfschaden und Verzauberungen seiner selbst

Selten:
- Engel — spezialisiert auf gute Verteidigung und Tank-Qualitäten. Kann außerdem Spieler und Haustiere heilen und Fernkampf-Magieschaden austeilen
- Eimus — Werwolf-artiges Haustier, spezialisiert auf Nahkampfschaden und Abblocken von Schaden mit dem Schild
- Tafari — Halb Mensch, halb Schlange, spezialisiert auf Fernkampf-Magie und Flüche, um die Gegner zu schwächen und lahmzulegen
- Kentauros — halb Mensch, halb Pferd, spezialisiert auf sehr guten Nahkampf-Schaden und mittlere Verteidigung
- Clown/Joker — orientiert am Aussehen des bösen Jokers. Es ist das bisher einzige Haustier, welches keinerlei aktive Fähigkeiten hat und damit nicht zur Nutzung als DD oder ähnlichem dient. Es fungiert quasi nur als Chancenerhöher für das neue Haustier-Verzaubern in Epic 7 und kann nur selten entstehen, wenn das Verzaubern von zwei anderen Haustieren scheitert.

Sehr selten:
- Cerberus — Dreiköpfiger Höllenhund, spezialisiert auf Nahkampf-Schaden und hohe Treffersicherheit
- Blauer Djinni — blauer Flaschengeist, spezialisiert auf Nahkampf-Schaden und gute Verteidigung
- Mystischer Djinni — gelber Flaschengeist, spezialisiert auf Fernkampf-Magie und teilweise Heilung

Einzigartig:
- Weißer Drache — spezialisiert auf sehr guten Fernkampf-Magieschaden und sehr gute Verteidigung
- Karfunkel — spezialisiert auf hohe Verteidigungswerte und mittleren Nahkampfschaden
- Todesritter — spezialisiert auf hohen Nahkampfschaden und Angriffsgeschwindigkeit

Seelenkreaturen: Mit diesen Karten ist es seit Epic 8.2 möglich nahezu alle Kreaturen, die es in der Rappelzwelt gibt, zu zähmen. Hierbei wird auch zwischen den Seltenheitsstufen ungewöhnlich (Feldmobs), selten(Dungeonmobs) und sehr selten(Dungeon Zwischenbosse, Schalterbosse) unterschieden. Die Skills einer Seelenkreatur werden zufällig bestimmt. Im Laufe der Entwicklung von Rappelz werden immer weitere, neue Haustiere hinzugefügt.

## Spielserver
Die ersten westlichen Spielserver von Rappelz wurde im Oktober 2006 mit der US-amerikanischen Version in der Open Beta gestartet. Der reguläre Spielbetrieb (Ende der Open Beta) begann am 3. November 2006. Kurz nach dem Release der dritten Erweiterung (Epic III) von Rappelz starteten weitere Server in der US-Version. Sie alle sind nach zähmbaren Haustieren von Rappelz benannt (Ausnahme hier ist Tanda, welcher nach einem Game Master benannt wurde). Die US-Version verfügte ursprünglich über 7 Server, es fand jedoch eine Server-Fusion im Februar 2010 statt. In ihr wurden aus vier Servern jeweils zwei gemacht, zeitgleich wurde ein neuer Server gestartet. Derzeit verfügt die US-Version über fünf Server, davon ist einer PvP- und einer Anti-PvP-orientiert (kein offener PlayerKill, siehe unten, ist hier möglich).
Die europäische Version wurde im Januar 2008 in der Open Beta gestartet mit den Sprachen Deutsch und Französisch. Endgültig online ging das Spiel am 14. Februar. Mittlerweile gibt es noch Türkisch, Polnisch und Italienisch. Die europäische, deutsche Version besitzt derzeit vier Server, wovon drei normal sind und einer Anti-PvP-orientiert ist (kein offener PlayerKill, siehe unten, ist hier möglich). Auch hier sind die Server nach zähmbaren Haustieren benannt (z. B. Horus, Bastet).

## PvP
In Rappelz gibt es vier eigenständige PvP-Systeme: Das offene PlayerKill-System, reguläre Duelle, Dungeon Sieges und die spezielle Deathmatch-Zone.
Der offene PlayerKill (PK) ist die verbreitetste Methode zum PvP. Es ist ein offenes System, d. h., es kann überall in der Welt ausgeführt werden (außerhalb von Städten) und man kann sich nicht aussuchen, ob man teilnehmen möchte. Um diese Methode anzuwenden, muss ein Charakter den PK-Modus aktivieren. Danach kann er a) jeden Charakter in der Welt angreifen und töten und b) von jedem Charakter in der Welt angegriffen und getötet werden. Sollte der PK-Modus-Charakter einen anderen Charakter töten, so verliert er Moral. Zusätzlich zum Moralverlust erhält der Spieler Strafen, in Form eines roten Spielernamens. Dieser rote Name bedeutet, dass er vogelfrei ist und immer angegriffen werden kann (auch wenn kein PK-Modus aktiviert ist). Eine weitere Strafe ist der Fluch, welcher die Absenkung einiger Statuswerte für eine bestimmte Zeit zur Folge hat. Während der rote Name durch Spenden in der Stadt abgegolten werden kann, muss der Fluch ausgesessen werden.
Die deutsche Version besitzt einen Server, auf dem diese Version des PvP abgeschaltet ist (Server „Fenris“).
Die regulären Duelle können ebenfalls überall in der Welt abgehalten werden, brauchen jedoch die Einverständnis beider Spieler. Bei dieser Version gibt es keinerlei Strafen und/oder Moralverlust, ermöglichen jedoch auch keine heimtückischen Attacken oder Überfälle.
Die dritte Form sind die Dungeon Sieges. Dies ist das bisher einzige Gruppen-PvP in Rappelz. In Rappelz können die Dungeons, also Orte mit sehr schwierigen und hohen Monstern, von Gilden erobert werden. Dadurch erhalten sie gewisse Vorteile, wie einen Teleport vor den Eingang des Dungeons. Eine Gilde kann die jeweilige Besitzergilde herausfordern und es kommt dann zu einem Dungeon Siege, in dem die Gilden in einer monsterleeren Version des Dungeons gegeneinander kämpfen. Der Besitzer erhält das Dungeon für eine Woche zugeteilt und kann in dieser Woche erneut herausgefordert werden.
Dungeon Sieges finden immer am Wochenende zu fixen Zeiten statt.
Die vierte und letzte Möglichkeit für PvP ist die sog. Deathmatch-Zone. Sie ist ein instanziertes größeres Gebiet, in dem offenes PvP mit jedermann ohne Strafen möglich ist. Hier ist jeder auf sich alleine gestellt, es ist nicht möglich für die Spieler, untereinander Gruppen zu erstellen. Die Deathmatch-Zone ist einmal in ein freies Gebiet, in dem Spieler jeder Stufe unterwegs sein können, und einmal in ein nach Spielerstufen begrenztes Gebiet unterteilt. Diese Zone ist jederzeit betretbar.

## Kosten
Anders als bei vergleichbaren Spielen fallen bei diesem Spiel keine monatlichen Kosten an. Finanziert wird es über einen Shop des Publishers, in dem man Items (Gegenstände im Spiel) mit realem Geld kaufen kann. Dort gibt es einerseits Ausrüstung/Schmuck zu kaufen, diese können Characterstats unmerklich anheben, das Aussehen des Charakters ändern oder nur ein Statussymbol darstellen. Andererseits gibt es Tränke, die die Anzahl der erhaltenen Erfahrungspunkte für eine Stunde verdreifachen und somit ein schnelleres Entwickeln der Spielfigur ermöglichen. Dies ist besonders sinnvoll, da dieses Spiel zur Kategorie der Asiagrinder gehört. Eine Besonderheit des Rappelz-Shops ist, dass nur wenige Items nicht im Spiel gegen die Spiel-Währung verkaufbar sind. Dadurch ist die Schere zwischen Shop-Nutzern und Nicht-Shop-Nutzern relativ gering.
Das Spiel bzw. der Spiel-Client kann kostenlos von den Seiten des Betreibers heruntergeladen werden.

## Versionen
Rappelz ist ein Endlos-Projekt des koreanischen Entwicklerstudios nFlavor. Es wird laufend weiter entwickelt und ausgebaut. Jeder neue Entwicklungsabschnitt wird unter dem Begriff „Epic“ gefolgt von einer römischen Zahl (ähnlich wie Kapitel) geführt. Momentan steht das Spiel bei Epic VII. Rappelz kann mit Spielen wie Lineage II verglichen werden.
Derzeit existieren mehrere Versionen des Spiels. Es gibt eine US-amerikanische Version auf Englisch, eine europäische (in den Sprachen Deutsch, Französisch, Türkisch, Polnisch), eine koreanische, eine japanische, eine HongKong-, eine arabische (unter dem Namen Hope of Nations), eine russische, eine taiwanesische Version und seit Juli 2010 auch eine Version für die Philippinen. Es besteht, außer der Sprache, kaum ein Unterschied unter den Versionen. Es kann vorkommen, dass einige Versionen jedoch schon früher aktuellere Patches als andere zur Verfügung haben. Eine Ausnahme ist hier die arabische Version von Rappelz; sie trägt den Namen „Hope of Nations“ und ist grafisch leicht angepasst an die dortigen Sitten (u. a. keine knappen Kleidungsstücke bei Frauen). Die Versionen werden auf unterschiedlichen Servern betrieben und können nicht gemischt werden (es ist nicht möglich, mit dem US-Client auf einem DE-Server zu spielen oder andersherum).

## Sicherheitssoftware
Auch Rappelz nutzt zum Schutz vor unerlaubten Modifikationen am Spiel, Cheats und sonstigen Tools zur Vorteilsbeschaffung von einzelnen Spielern eine Sicherheitssoftware, die bei der Spielinstallation mitinstalliert wird. Es handelt sich dabei um nProtect GameGuard von INCA Internet. Das Programm aktualisiert sich regelmäßig von selbst, um so auch gegen neuere Arten von Cheats etc. gefeilt zu sein. Es kann jedoch unbeabsichtigt auch zu Konflikten mit Firewalls oder anderer Software, die gar kein verbotenes Tool darstellt, kommen. Einige Firewall-Softwares sind z. T. nicht kompatibel mit GameGuard, was den Spielstart verhindert, bis sie abgeschaltet ist.